# Østerdalen
Østerdalen és una vall i tradicional districte al comtat de Hedmark, a l'est de Noruega. És compost pels municipis Rendalen, Alvdal, Folldal, Tynset, Tolga i Os al nord i Elverum, Stor-Elvdal, Engerdal, Trysil i Åmot al sud.
Østerdalen és bastant àmplia en la majoria de llocs i es caracteritza per paisatges tranquils i muntanyes arrodonides. La vall està coberta majoritàriament per pinedes. El més típic d'Østerdalen és que gran part del sòl del bosc està cobert amb molsa de ren, una varietat de líquens.
La Vall Gomma (Glåmdalen) és una designació per la vall formada pel riu Glåma (també anomenat el Glomma), que és el riu més llarg i més gran de Noruega.

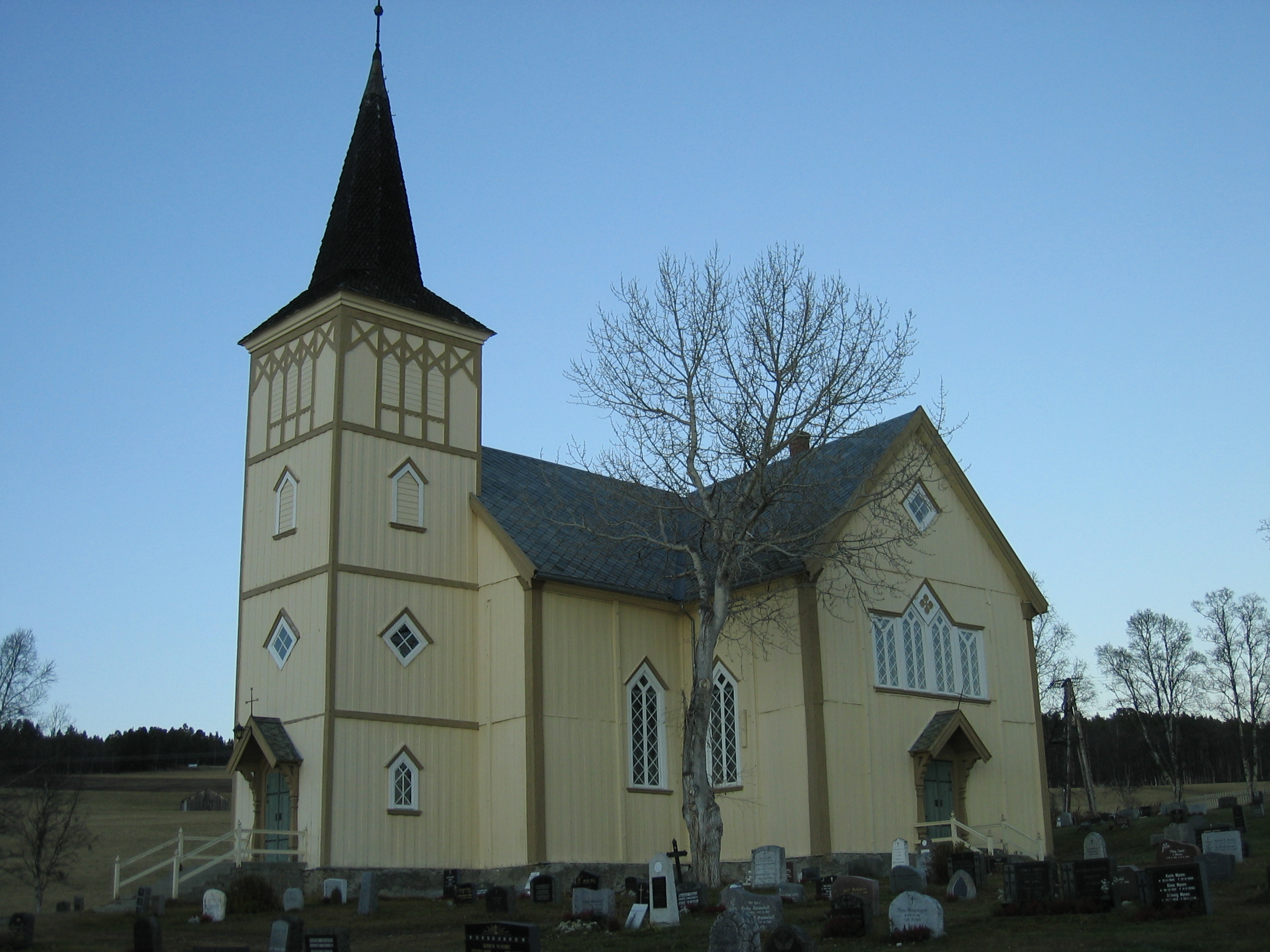
L'església de Trysil, Østerdalen

El nom d'Østerdalen en nòrdic antic del nom era Øystridalir (Eystridalir) de les valls orientals. El nom es referia a les valls dels rius Glomma, Rena, Trysil, Elva i Österdalälven.